# Pantophaea
Pantophaea là một chi bướm đêm thuộc họ Sphingidae.

## Các loài
- Pantophaea favillacea - (Walker 1866)
- Pantophaea jordani - (Joicey & Talbot 1916)
- Pantophaea oneili - (Clark 1925)